# Лейтон Джеймс
Лейтон Джеймс (англ. Leighton James; нар. 16 лютого 1953, Суонсі — 19 квітня 2024) — валлійський футболіст, що грав на позиції нападника. По завершенні ігрової кар'єри — тренер.
Виступав, зокрема, за «Бернлі», «Свонсі Сіті» та «Сандерленд», а також національну збірну Уельсу.

## Клубна кар'єра
У дорослому футболі дебютував 1970 року виступами за команду «Бернлі», в якій провів п'ять з половиною сезонів, взявши участь у 180 матчах чемпіонату. Більшість часу, проведеного у складі «Бернлі», був основним гравцем атакувальної ланки команди, забивши 45 голів.
У 1975 році він перейшов у «Дербі Каунті» за 310 000 фунтів стерлінгів, тодішній рекорд клубу, а в 1977 році приєднався до «Квінз Парк Рейнджерс» в обмін на Дона Мессона. Він дебютував за КПР в матчі проти «Вест-Бромвіч Альбіона» у жовтні 1977 року і загалом за рік зіграв за клуб 28 матчів Першого дивізіону, забивши 4 голи.
У 1978 році Джеймс повернувся в «Бернлі», яке тоді грала у Другому дивізіоні, а на початку 1980 року став гравцем валлійського «Свонсі Сіті». Клуб виступав у другому англійському дивізіоні, але паралельно грав у Кубку Уельсу. Джеймс допоміг команді 1981 року вийти до Першого дивізіону, а також тричі поспіль у 1981—1983 роках виграти кубок.
З початку 1983 року півтора сезони Джеймс виступав за «Сандерленд», провівши свої останні 52 матчі у вищому англійському дивізіоні, після чого грав за нижчолігові «Бері» та «Ньюпорт Каунті».
Завершив ігрову кар'єру у команді «Бернлі», у складі якої і розпочинав кар'єру. Джеймс повернувся до неї 1986 року і захищав її кольори до припинення виступів на професійному рівні у 1989 році, виступаючи у Четвертому дивізіоні.

## Виступи за збірну
27 жовтня 1971 року дебютував в офіційних матчах у складі національної збірної Уельсу в грі відбору на Євро-1972 проти Чехословаччини (0:1)
Загалом протягом кар'єри у національній команді, яка тривала 13 років, провів у її формі 54 матчі, забивши 10 голів.

## Кар'єра тренера
Розпочав тренерську кар'єру, повернувшись до футболу після невеликої перерви, в жовтні 1993 року, очоливши тренерський штаб клубу «Гейнсборо Триніті». Після цього очолював «Моркем», але був звільнений лише через 5 місяців роботи.
У жовтні 1995 року він був призначений головним тренером клубу Вищого дивізіону Південної ліги «Ілкестон Таун». Вигравши свої перші три матчі в команді, команда провела 20 ігор без перемог, після чого Джеймс залишив клуб у лютому 1996 року.
29 вересня 1997 року Джеймс очолив «Аккрінгтон Стенлі». Він провів п'ять місяців на посаді, перш ніж подати у відставку в лютому 1998 року.
Згодом з 1998 по 2003 з перервою на роботу у невеличкому клубі «Гарден Вілідж» очолював вищолігову валлійську команду «Лланеллі».
У грудні 2009 року Джеймса призначили головним тренером нижчолігового валлійського клубу «Абераман Атлетік», який він покинув наступного року.
Останнім місцем тренерської роботи Джеймса став клуб «Гейверфордвест Каунті», головним тренером команди якого Лейтон Джеймс був з 2011 по 2012 рік, але провів у команді лише 2 місяці.
Помер 19 квітня 2024 року.

## Титули і досягнення
- Володар Кубка Уельсу (3):

«Свонсі Сіті»: 1980/81, 1981/82, 1982/83
- Володар Суперкубка Англії (1):

«Бернлі»: 1973